# Movimiento Proyecto Sur
El Movimiento Político, Social y Cultural Proyecto Sur, Movimiento Proyecto Sur o simplemente Proyecto Sur (SUR o MPS) es un movimiento político, social y cultural de Argentina, de orientación nacional, de línea política peronista, progresista y relacionada con la ecología política. Tenía como principal referente al exsenador Fernando Solanas a nivel nacional y a Alcira Argumedo (Buenos Aires) y Danilo "Polo" Legal (Chaco) a nivel de distrito. Desde el año 2022, la conducción nacional era liderada por el dirigente mendocino Gustavo Saua, pero el partido se encuentra suspendido a nivel Nacional.
Su objetivo político es aplicar una propuesta política, económica, social y cultural para el país que sintetiza experiencias, estudios e investigaciones de profesionales, técnicos y trabajadores, y grupos sociales sobre la realidad nacional, latinoamericana e internacional. Con este fin puso en funcionamiento el Instituto Argentino de Propuestas, que tiene la misión de realizar estudios y diagnósticos sobre la realidad nacional, latinoamericana y mundial, y ofrecer propuestas políticas sintéticas y realizables para las diferentes problemáticas del país. Participa apoyando e impulsando proyectos como los frentes universitarios y estudiantiles, los frentes sindicales y sociales, y propuestas políticas.
Entre las principales campañas impulsadas por el movimiento se encuentran el Tren para todos, la nacionalización de los recursos petrolíferos, marítimos y mineros, la investigación de la deuda externa contraída durante las sucesivas dictaduras militares del siglo XX, reformas agrarias principalmente para regular el monocultivo y extranjerización de tierras.

## Historia
El Movimiento Proyecto Sur actúa como fuerza política a través de una alianza entre el Partido Proyecto Sur, el Partido Socialista Auténtico, el Movimiento Socialista de los Trabajadores, el Partido del Trabajo y el Pueblo - Partido Comunista Revolucionario, el Partido de la Liberación y el Partido Buenos Aires para Todos (hoy Unidad Popular).
Durante su debut electoral, en las elecciones de 2007 obtuvo el quinto puesto, consiguió unos 300.000 votos, lo que representó cerca del 1,6 % de los sufragios después de sólo 47 días de campaña. En la ciudad de Buenos Aires, luego de un 7,27 % de los votos, logró colocar como diputado a Claudio Lozano.
El 28 de junio de 2009 se presentó en las elecciones a legisladores por la Capital Federal con una lista encabezada por Pino Solanas. El Movimiento quedó segundo con 24,21 % por detrás del PRO que obtuvo un 31,09 %. Resultaron elegidos como diputados Pino Solanas, Alcira Argumedo, Jorge Cardelli y Liliana Parada. Este resultado fue sorpresa para muchos ya que la mayoría de las encuestas previas le daba en un tercer o cuarto lugar, hasta el debate entre los candidatos en el programa de televisión de TN A dos voces, después del cual creció la cantidad de partidarios de Pino.
En 2010 propuso un proyecto de ley sobre la exploración y explotación hidrocarburífera en las Islas Malvinas que fue aprobada para volver a tener la soberanía de dichas Islas. También propuso la Anulación del Decreto 1953, y un proyecto para investigar la deuda externa, apoyado por Alejandro Olmos Gaona (hijo), que demostraría qué parte de la deuda es legítima y cuál ilegítima. Luego de esta auditoría, se debería pagar solo la parte lícita de la deuda pública.
Otras leyes que fueron propuestas por el bloque de diputados de Proyecto Sur fueron la creación de Petrobras; creación del fondo para el desarrollo de la industria ferroviaria argentina (Fonafe); creación del fondo para el desarrollo de la industria naval argentina; recuperación de la marina mercante nacional; prohibición de la explotación de la minería a cielo abierto y prohibición de la utilización de sustancias tóxicas en la actividad; creación de una Red Nacional de Casas de Cultura y Juventud; regulación del sistema eléctrico argentino, entre otras.
En diciembre de 2010 el Movimiento Proyecto Sur lanzó la candidatura de Pino Solanas a la presidencia de la Nación con un acto en el microestadio del Club Ferro Carril Oeste. Pero a mediados de 2011 retiró su precandidatura para postularse a Jefe de Gobierno de la Capital Federal. Esta decisión provocó fisuras con Libres del Sur y Buenos Aires para Todos, que de todos modos apoyaron la candidatura de Solanas.
Durante 2010 Solanas había insistido en la necesidad de formar una coalición amplia de centroizquierda, que incluyera al GEN de Margarita Stolbizer e impulsara la candidatura de Hermes Binner (Partido Socialista) a la presidencia. Sin embargo, cuando en 2011 se fundó el Frente Amplio Progresista (FAP), Proyecto Sur se retiró del acuerdo debido a que el Partido Socialista y el GEN se inscribieron como únicos moderadores del FAP, siendo el resto de los partidos solo adherentes. Solanas estimó que Proyecto Sur no tenía voz para discutir el programa del FAP si firmaba solo como adherente. Como resultado, el Movimiento Proyecto Sur se vio reducido en las elecciones presidenciales al Partido Proyecto Sur, Movimiento Socialista de los Trabajadores, Partido Socialista Auténtico y el Partido Comunista Revolucionario. Presentó a Argumedo para presidente en las elecciones primarias del 14 de agosto. En las mismas, la fórmula obtuvo 0,89 % de votos. Como no llegó al 1,5 % exigido por la Ley de Reforma Política como piso para competir en la elección general, quedó inhabilitado para dichos comicios.
Para las elecciones legislativas de 2013 se conformó una nueva alianza que sumó partidos más moderados, la Coalición Cívica de Elisa Carrió y la Unión Cívica Radical. Proyecto Sur participó de ese Frente Amplio UNEN. El Frente consiguió la mayor cantidad de votos en las elecciones primarias, con un 35,58% de los votos en diputados y el 32,01% en senadores. La lista más votada en la interna fue Coalición Sur (Proyecto Sur + Coalición Cívica) con el 48,5% por lo que se presentó como la lista de UNEN para las elecciones legislativas de Argentina de 2013. En las elecciones generales de octubre quedó en un 2° puesto, resultando electos Alcira Argumedo en diputados y Solanas en senadores.
Entre fines de 2014 y comienzos de 2015 la Unión Cívica Radical y la Coalición Cívica ARI abandonan el Frente Amplio UNEN para formar parte de la alianza Cambiemos. Ante la imposibilidad de formar un frente de centroizquierda, Proyecto Sur decide no participar de las elecciones las presidenciales de 2015 ni tampoco de las elecciones locales de la ciudad de Buenos Aires.
En 2019 Proyecto Sur integró el Frente de Todos junto al Partido Justicialista, el Frente Renovador, el Movimiento Evita, el Movimiento Nacional Alfonsinista yNuevo Encuentro, entre otras fuerzas políticas. Solanas fue el primer candidato a diputado por la ciudad de Buenos Aires.
Desde el año 2021, el movimiento es conducido por Juan Massini. Surgen cuadros políticos desde la juventud como es el caso de Merlo con Alan Bravo (n 1987) y en Ituzaingó con Ezequiel Quintela (n 1986).

## Instituto de Políticas de Proyecto Sur (IPPS)
Proyecto Sur puso en funcionamiento el Instituto de Proyectos, que tiene la misión de realizar estudios y diagnósticos sobre la realidad nacional, latinoamericana y mundial, y ofrecer propuestas políticas sintéticas y realizables para las diferentes problemáticas del país.
También en el interior, en las distintas provincias se están organizando Institutos de Proyectos de Proyecto Sur Regionales, abocados a las temáticas locales pero sin perder de vista la realidad nacional.

## Plataforma partidaria
El partido resume su plataforma en cinco causas principales:
1. Causa por la igualdad y la justicia social.
2. Causa por la recuperación de los recursos naturales, la soberanía y la defensa del patrimonio y el medio ambiente.
3. Causa por la democratización de la democracia.
4. Causa por la cultura y la educación basados en una ética solidaria y de respeto a la dignidad humana.
5. Causa por la reconstrucción de las industrias y servicios públicos, la promoción científico-técnica y la integración autónoma de América Latina.

## Representación legislativa

### Diputados Nacionales
El bloque del Movimiento Proyecto Sur llegó a estar integrado por 11 diputados en el que confluyeron candidatos del Partido Proyecto Sur, Partido Socialista Auténtico, Buenos Aires para Todos, Movimiento Libres del Sur, Si Por la Unidad Popular y Diálogo por Buenos Aires. Después de las elecciones presidenciales de 2011 muchos de esos once se fueron al Frente Amplio Progresista como candidatos a renovar sus cargos.
Con el fin del mandato de Alcira Argumedo como Diputada de la Nación el 10 de diciembre de 2017 el Partido Proyecto Sur dejó de contar con bancas en el Congreso. 

### Legisladores CABA
En la Ciudad Autónoma de Buenos Aires el partido dejó de tener miembros en la Legislatura Porteña luego de que el legislador Javier Gentilini abandonase el espacio y se integrara al Frente Renovador. Julio Raffo había ingresado al Congreso de la Nación como miembro del Proyecto Sur en la alianza UNEN y declinó su participación para incorporarse al Frente Renovador.

## Resultados electorales

### Elecciones presidenciales
|  | 1,58 % |

|  | 0,85 % |

|  | 48.10 % |

|  | 36.78 % |

### Elecciones legislativas en Capital Federal
|  | 1,70 % |

|  | 2,98 % |

|  | 2,32 % |

|  | 1,07 % |

|  | 0,16 % |

|  | 2,25 % |

|  | 27,67 % |

|  | 0,05 % |

|  | 0,11 % |

|  | 46,61 % |

|  | 46,30 % |

|  | 34,56 % |

|  | 29,83 % |

{| class="wikitable"
! Año
! Votos
! %
! Legisladores del Partido o Alianza
! Alianza
|-
!2007
| align=right|7.253(L)
| align=left|
|  | 0,42 % |

(L)
|
| Con el apoyo del Partido Socialista Auténtico y Buenos Aires para todos.
|-
!2009
| align=right|429.135(L)
| align=left|
|  | 23,70 % |

(L)
|
| Con el apoyo del Partido Socialista Auténtico, Solidaridad e Igualdad y Buenos Aires para todos.
|-
!2011
| align=right|227.430(L)
| align=left|
|  | 12,90 % |

(L)
|
| Con el apoyo del Partido Socialista, el Partido Socialista Auténtico, el Partido GEN, Movimiento Libres del Sur, Nueva Izquierda y Buenos Aires para todos.
|-
!2013
| align=right|460.808(L)
| align=left|
|  | 24,59 % |

(L)
|
| Dentro del Frente Amplio UNEN.
|-
!2015
| colspan=4 | 
|-
!2017
| colspan=4 | 
|-
!2019
| align=right|667.732(L)
| align=left|
|  | 33,88 % |

(L)
|
| Dentro del Frente de Todos.
|-
!2021
| align=right|484.950(L)
| align=left|
|  | 25,46 % |

(L)
|
| Dentro del Frente de Todos.
|}

### Alianzas nacionales históricas
| Alianzas | Alianzas | Alianzas           | Periodo     | Partidos miembros | Ideología                    | Posición        |  |  |                         |             | |                                                                               |                             |
| -------- | -------- | ------------------ | ----------- | --- | ---------------------------- | --------------- |  |  | ----------------------- | ----------- | --- | ----------------------------------------------------------------------------- | --------------------------- |
| Alianzas | Alianzas | Alianzas           | Periodo     | Partidos miembros | Ideología                    | Posición        |  |  | Movimiento Proyecto Sur | 2007 a 2013 | Integrantes - Proyecto Sur - Partido Socialista Auténtico - Movimiento de Unidad Popular - Buenos Aires para Todos (Desde 2007 hasta 2011) - Movimiento Libres del Sur (Desde 2009 hasta 2011) - Solidaridad e Igualdad (Desde 2009 hasta 2011) - Partido Comunista Revolucionario (Desde 2009 hasta 2011) - Movimiento Socialista de los Trabajadores (2011) - Nueva Izquierda (2011) - Humanismo y Liberación (2011) | Socialismo democrático Socialdemocracia Nacionalismo de izquierda Progresismo | Centroizquierda a Izquierda |
|          |          | Frente Amplio UNEN | 2013 a 2015 | Integrantes - Unión Cívica Radical - Coalición Cívica ARI - Partido Socialista - Partido Socialista Auténtico - Movimiento Libres del Sur - Generación para un Encuentro Nacional - Movimiento Proyecto Sur - Partido Nuevo contra la Corrupción, por la Honestidad y la Transparencia | Socialdemocracia Progresismo | Centroizquierda |  |  |                         |             | |                                                                               |                             |
|          |          | Frente de Todos    | 2019-       | Integrantes - Partido Justicialista - Frente Renovador - Partido de la Cultura, la Educación y el Trabajo - Compromiso Federal - KOLINA - Partido de la Victoria - Nuevo Encuentro - Proyecto Sur - Frente Grande - Partido Solidario - Unidad Popular - Partido de la Concertación FORJA - Partido Intransigente - Partido Comunista - Partido Comunista Revolucionario - Partido Comunista (Congreso Extraordinario) - Frente Patria Grande - Igualar Argentina (Desde 2021) - Protectora Fuerza Política (Desde 2021) | Peronismo Kirchnerismo       | Centroizquierda |  |  |                         |             | |                                                                               |                             |